# David Clausenburger
David Clausenburger magyaros névalakban Clausenburger Dávid (? – 1696. december 18.) jogász és polgármesteri titkár.

## Élete
Katharine Waida és Daniel Clausenburger szerelemgyermeke volt. Apja gazdag medgyesi patrícius, városi tanácsos volt. Jogi tanulmányokat folytatott 1689-től a wittenbergi, leideni, lipcsei és bécsi egyetemen. Ezután beutazta Német-, Francia- és Olaszországot. Hazájába visszatérvén, Medgyesen titkári hivatalt viselt, melyet nem sok idő múlva gőgössége, makacssága és rossz természete miatt elveszített. Később Johann Zabanius nagyszebeni polgármester vette szolgálatába mint titkárt; de itt se maradhatott sokáig, mert Lukas Hermann püspök nejével bűnös viszonyt folytatott, sőt azzal a férj halála esetére házassági szerződést is kötött; e miatt pörbe fogták, halálra ítélték és lefejezték.

## Munkái
- Disputatio juridica inauguralis. De subditis temporaneis. Viennae, 1690.